# 24-Stunden-Rennen von Le Mans 1991

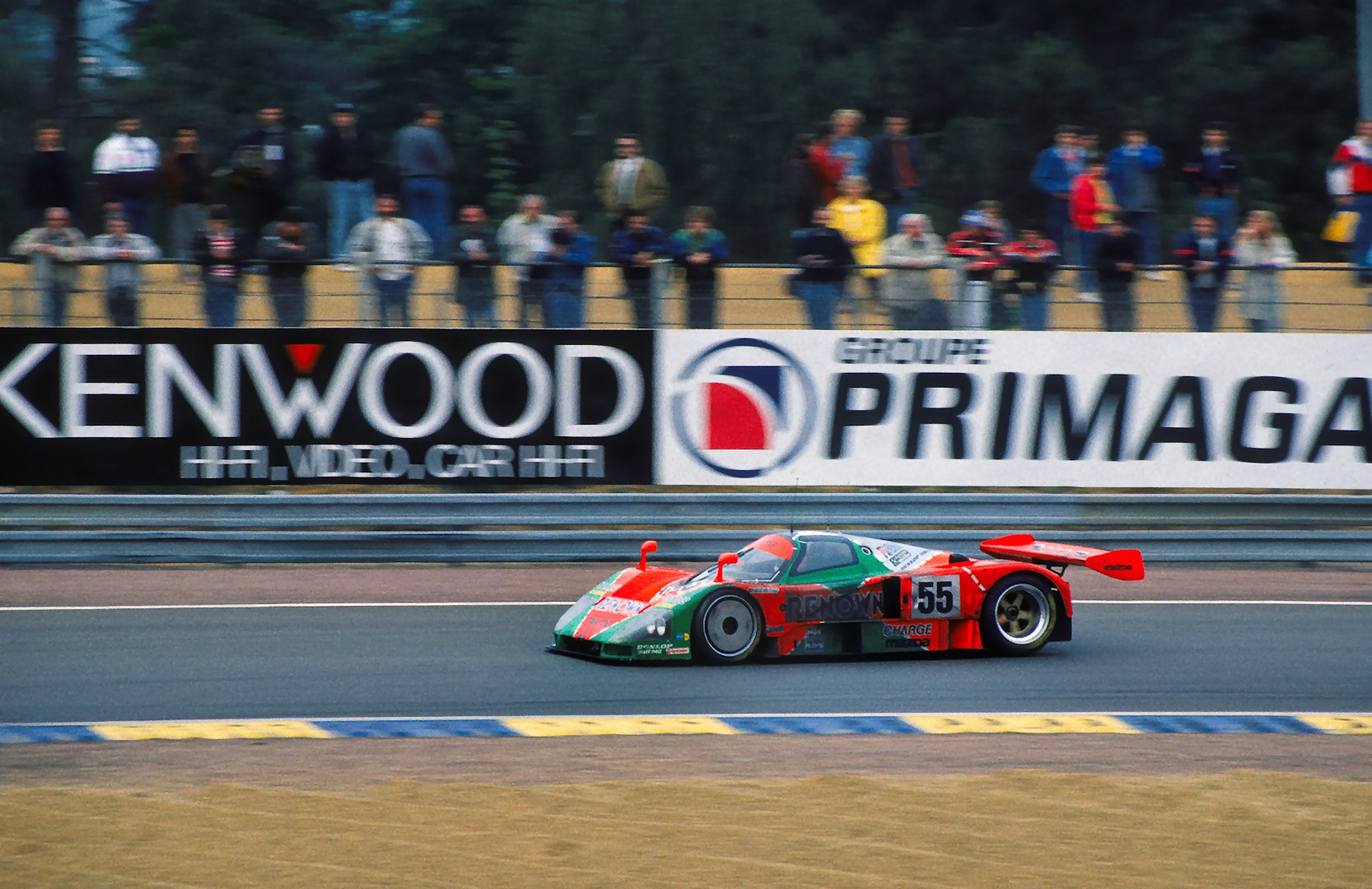
Mazda 787B mit der Startnummer 55; der Siegerwagen von Johnny Herbert, Bertrand Gachot und Volker Weidler

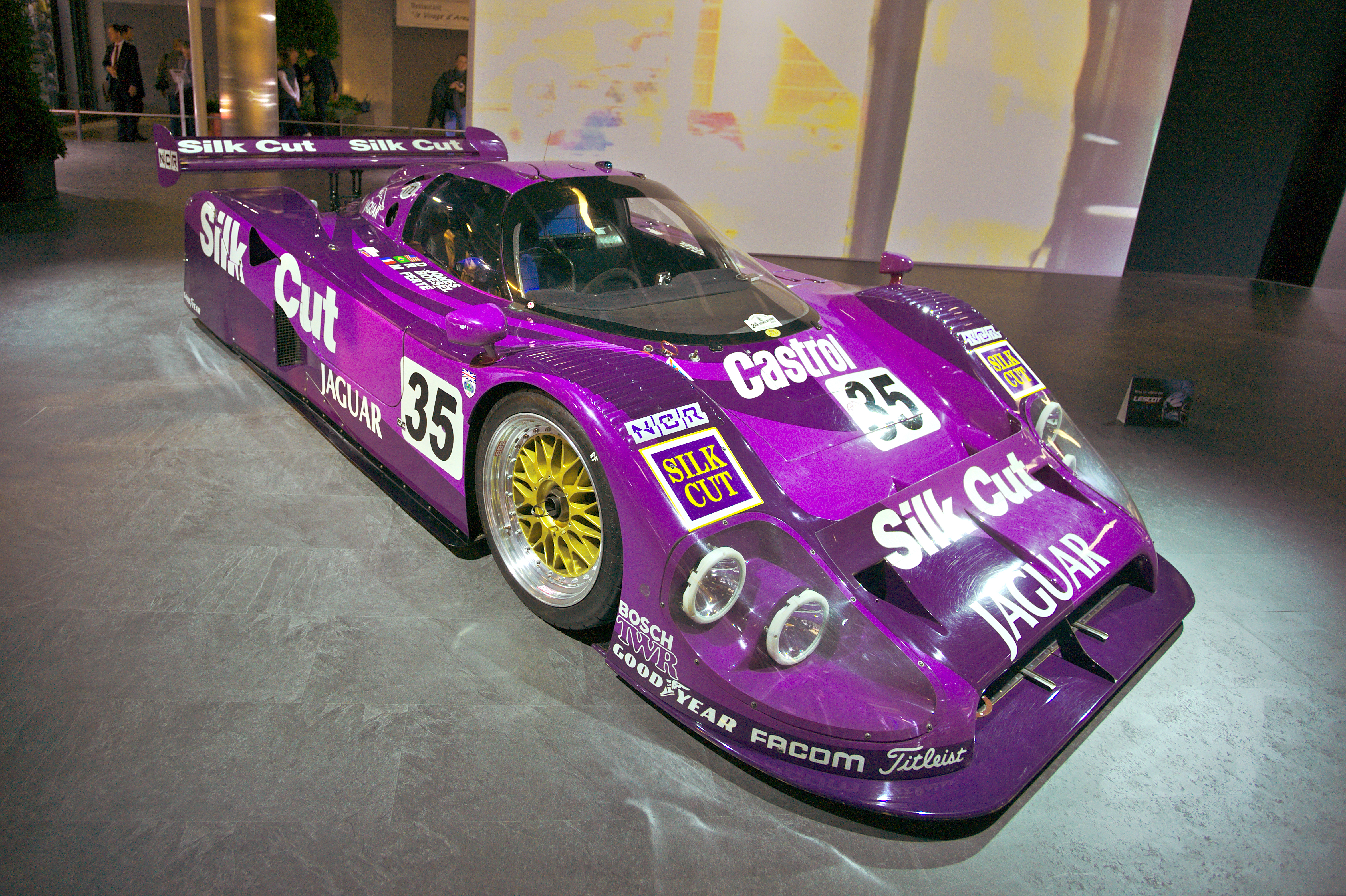
Der zweitplatzierte Jaguar XJR-12 von Davy Jones, Raul Boesel und Michel Ferté

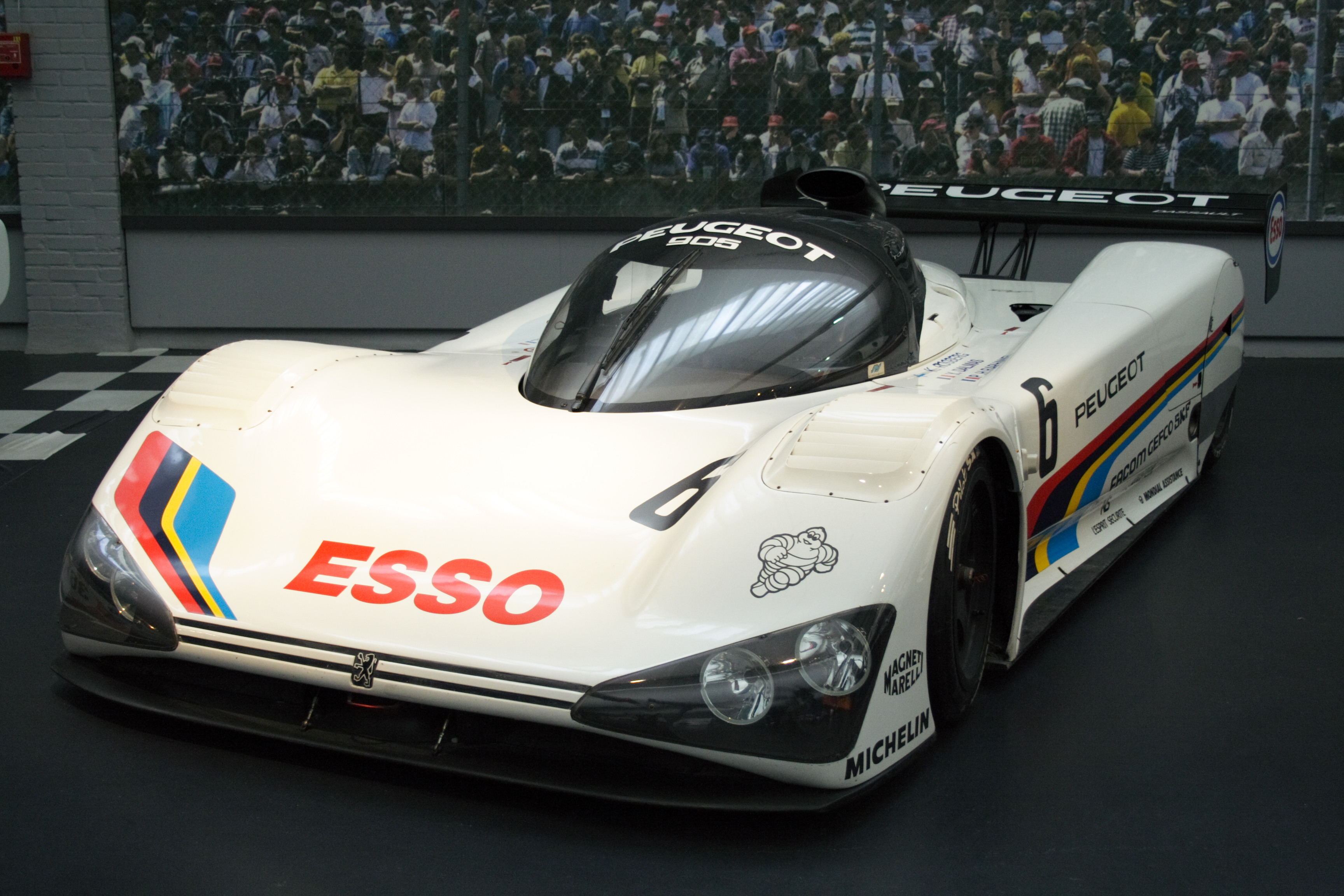
Der Peugeot 905 mit der Startnummer 6; Keke Rosberg, Yannick Dalmas und Pierre-Henri Raphanel schieden nach 68 Runden mit einer defekten Schalthydraulik aus

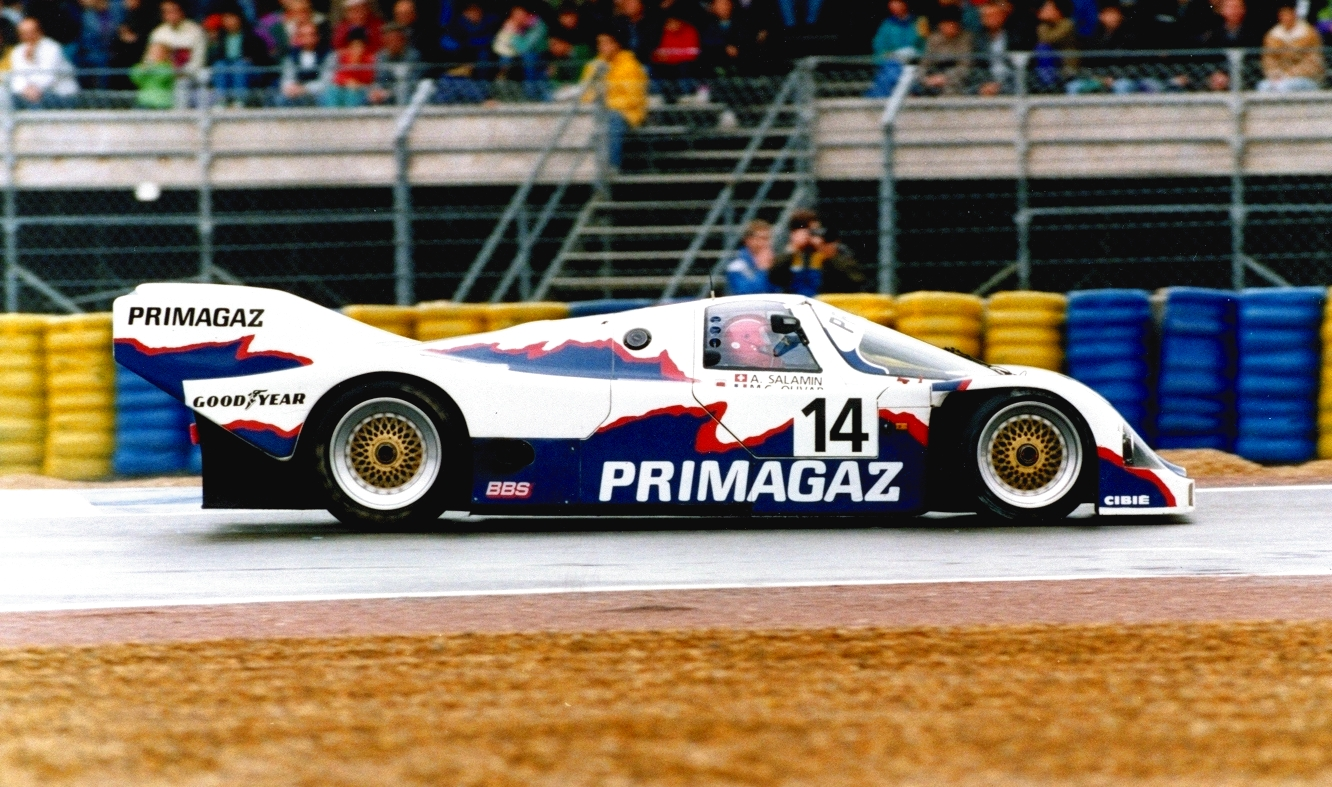
Der in der Nacht ausgefallene Porsche 962C von Antoine Salamin

Das 59. 24-Stunden-Rennen von Le Mans, der 59e Grand Prix d’Endurance les 24 Heures du Mans, auch 24 Heures du Mans, Circuit de la Sarthe, Le Mans, fand vom 22. bis 23. Juni 1991 auf dem Circuit des 24 Heures statt.

## Das Rennen

### Vor der Veranstaltung
1991 war das 24-Stunden-Rennen von Le Mans wieder ein Wertungslauf der Sportwagen-Weltmeisterschaft. Als die Teams im Juni zum Rennen nach Le Mans kamen, waren bereits drei Rennveranstaltungen abgewickelt. Das erste Saisonrennen das 430-km-Rennen von Suzuka endete mit einer Überraschung. Für Peugeot war das Rennen erst der dritte Renneinsatz der neuen Prototypen – des Peugeot 905. Dennoch konnten sich Mauro Baldi und Philippe Alliot nach einer Fahrzeit von 2:25:01,688 deutlich vor Jean-Louis Schlesser und Jochen Mass im favorisierten Mercedes-Benz C11 durchsetzen.
Das 430-km-Rennen von Monza endete mit einem Doppelsieg der Werks-Jaguar XJR-14. Derek Warwick und Martin Brundle siegten vor Teamkollegen Teo Fabi (Brundle saß auch im Auto mit der Startnummer 4 und wurde somit Erster und Zweiter). Auch das 430-km-Rennen von Silverstone brachte einem Jaguar-Sieg.
Nach Le Mans brachte das Jaguar-Team unter der Führung von Tom Walkinshaw drei Werkswagen. Der neue XJR-14 wurde nur im Training gefahren, im Rennen griff man auf die bewährten XJR-12 zurück. Der XJR-14 nahm bereits das Reglement der Gruppe C vorweg und hatte zum Unterschied der 7,4-Liter-V12-Motoren im XJR-12 einen 3,5-Liter-V8-Motor von Cosworth als Antrieb. Gefahren wurden die Werkswagen von Davy Jones, Raul Boesel, Michel Ferté, Bob Wollek, Teo Fabi Kenny Acheson, Derek Warwick, John Nielsen und Andy Wallace. Ein weiterer XJR-12 wurde vom britischen TWR-Suntec-Jaguar-Team gemeldet. Gefahren wurde der Wagen von David Leslie, Mauro Martini und Jeff Krosnoff.
Auch das Team von Peter Sauber brachte drei Prototypen nach Le Mans. Auch bei Sauber wurde der zukünftige Gruppe-C-Rennwagen – der Mercedes-Benz C291 – nur im Training eingesetzt. Die Cockpits der drei C11 wurden an Jean-Louis Schlesser, Jochen Mass, Alain Ferté, Jonathan Palmer, Stanley Dickens, Kurt Thiim sowie die Nachwuchspiloten Michael Schumacher, Fritz Kreutzpointner und Karl Wendlinger vergeben.
Die beiden Werks-Peugeot waren in den Händen von Keke Rosberg, Yannick Dalmas, Pierre-Henri Raphanel, Mauro Baldi, Philippe Alliot und Jean-Pierre Jabouille. Die drei Mazda 787B wurden von einem 2,6-Liter-Wankelmotor angetrieben. Die Triebwerke galten als sehr spritsparend, der Rotationsmotor war aber extrem laut, was vor allem für die Piloten im Cockpit zur Belastung wurde. Gefahren wurden die drei Werkswagen von Johnny Herbert, Bertrand Gachot, Volker Weidler, Dave Kennedy, Stefan Johansson, Maurizio Sandro Sala, Pierre Dieudonné, Takashi Yorino und Yōjirō Terada.
Porsche wurde durch Privatteams, die allesamt Porsche 962 an den Start brachten, repräsentiert.

### Der Rennverlauf
Vom Start übernahmen die beiden Werks-Peugeot die Führung, wurden jedoch schon nach wenigen Runden von den drei Mercedes-Benz überholt, die im ersten Renndrittel eine solide 1-2-3-Führung ausbauten. Bei Jaguar stellte man fest, dass die Wagen weit mehr Sprit verbrauchten als berechnet, was zu langsamer Fahrweise zwang und den Gesamtsieg in weite Ferne rückte. Nach drei Stunden Fahrzeit schied der erste Peugeot aus, nach sieben Stunden der Zweite. Zur Halbzeit führten nach wie vor die drei Mercedes-Benz mit dem Schlesser/Mass/Ferté-Wagen an der Spitze.
Am Sonntag in der Früh bekamen die Mercedes jedoch Probleme. Erst fiel der Palmer/Dickens/Thiim-C11 mit einem defekten Unterboden aus. Dann verlor der Schumacher/Wendlinger/Kreutzpointner-Prototyp viele Runden wegen Getriebeproblemen an der Box. Drei Stunden vor Rennschluss fiel auch der überlegen führende Mass/Schlesser/Ferté-C11 aus. Erst kam der Wagen um 13 Uhr 30 mit einem überhitzen Motor an der Box, der wenige Runden später zum Ausfall durch Motorschaden führte. Damit war der Weg frei für den Mazda von Johnny Herbert, Volker Weidler und Bertrand Gachot. Es war der erste Sieg für einen japanischen Konstrukteur in Le Mans und der erste Erfolg für einen Rotationsmotor. Johnny Herbert war nach einem Mehrfach-Stint am Ende des Rennens so erschöpft, dass er nach der Zieldurchfahrt bei Aussteigen aus dem Cockpit kollabierte. Er verpasste dadurch die Siegerehrung auf dem Podium der ersten Drei.

## Ergebnisse

### Piloten nach Nationen
| 38 Franzosen   | 31 Briten     | 13 Deutsche     | 8 Italiener  | 6 Schweden     |
| 6 Schweizer    | 5 Japaner     | 4 US-Amerikaner | 3 Finnen     | 3 Österreicher |
| 3 Südafrikaner | 2 Belgier     | 2 Brasilianer   | 2 Dänen      | 2 Kanadier     |
| 2 Niederländer | 1 Argentinier | 1 Ire           | 1 Marokkaner | 1 Mexikaner    |
| 1 Norweger     | 1 Spanier     |                 |              |                |

### Schlussklassement
| Pos.               | Klasse | Nr. | Team                           | Fahrer                                                  | Chassis            | Motor                              | Reifen | Runden |
| ------------------ | ------ | --- | ------------------------------ | ------------------------------------------------------- | ------------------ | ---------------------------------- | ------ | ------ |
| 1                  | C2     | 55  | Mazdaspeed Co. Ltd.            | Volker Weidler Johnny Herbert Bertrand Gachot           | Mazda 787B         | Mazda R26B 2.6L 4-Wankel           | D      | 362    |
| 2                  | C2     | 35  | Silk Cut Jaguar                | Davy Jones Raul Boesel Michel Ferté                     | Jaguar XJR-12      | Jaguar 7.4L V12                    | G      | 360    |
| 3                  | C2     | 34  | Silk Cut Jaguar                | Bob Wollek Teo Fabi Kenny Acheson                       | Jaguar XJR-12      | Jaguar 7.4L V12                    | G      | 358    |
| 4                  | C2     | 33  | Silk Cut Jaguar                | Derek Warwick John Nielsen Andy Wallace                 | Jaguar XJR-12      | Jaguar 7.4L V12                    | G      | 356    |
| 5                  | C2     | 31  | Team Sauber Mercedes           | Karl Wendlinger Michael Schumacher Fritz Kreutzpointner | Mercedes-Benz C11  | Mercedes-Benz M119 5.0L Turbo V8   | G      | 355    |
| 6                  | C2     | 18  | Mazdaspeed Co. Ltd.            | Dave Kennedy Stefan Johansson Maurizio Sandro Sala      | Mazda 787B         | Mazda R26B 2.6L 4-Wankel           | D      | 355    |
| 7                  | C2     | 58  | Joest Porsche Racing           | Hans-Joachim Stuck Derek Bell Frank Jelinski            | Porsche 962C       | Porsche Type-935 3.2L Turbo Flat-6 | G      | 347    |
| 8                  | C2     | 56  | Mazdaspeed Co. Ltd.            | Pierre Dieudonné Takashi Yorino Yōjirō Terada           | Mazda 787          | Mazda R26B 2.6L 4-Wankel           | D      | 346    |
| 9                  | C2     | 11  | Porsche Kremer Racing          | Manuel Reuter Harri Toivonen JJ Lehto                   | Porsche 962CK6     | Porsche Type-935 3.2L Turbo Flat-6 | Y      | 343    |
| 10                 | C2     | 17  | Repsol Brun Motorsport         | Oscar Larrauri Jesús Pareja Walter Brun                 | Porsche 962C       | Porsche Type-935 3.2L Turbo Flat-6 | Y      | 338    |
| 11                 | C2     | 12  | Courage Compétition            | François Migault Lionel Robert Jean-Daniel Raulet       | Cougar C26S        | Porsche Type-935 3.0L Turbo Flat-6 | G      | 331    |
| 12                 | C1     | 41  | Euro Racing                    | Kiyoshi Misaki Hisashi Yokoshima Naoki Nagasaka         | Spice SE90C        | Cosworth DFZ 3.5L V8               | G      | 326    |
| Nicht klassiert    |        |     |                                |                                                         |                    |                                    |        |        |
| 13                 | C2     | 53  | Salamin Primagaz Team Schuppan | Hurley Haywood James Weaver Wayne Taylor                | Porsche 962C       | Porsche Type-935 3.0L Turbo Flat-6 | D      | 316    |
| 14                 | C1     | 43  | Euro Racing                    | Richard Piper Olindo Iacobelli Jean-Louis Ricci         | Spice SE89C        | Cosworth DFZ 3.5L V8               | G      | 280    |
| 15                 | C2     | 15  | Veneto Equipe                  | Luigi Giorgio Almo Coppelli                             | Lancia LC2         | Ferrari 308C 3.0L Turbo V8         | D      | 111    |
| Ausgefallen        |        |     |                                |                                                         |                    |                                    |        |        |
| 16                 | C2     | 1   | Team Sauber Mercedes           | Jean-Louis Schlesser Jochen Mass Alain Ferté            | Mercedes-Benz C11  | Mercedes-Benz M119 5.0L Turbo V8   | G      | 319    |
| 17                 | C2     | 49  | Courage Compétition            | Steven Andskär George Fouché                            | Porsche 962C       | Porsche Type-935 3.2L Turbo Flat-6 | D      | 316    |
| 18                 | C2     | 47  | Courage Compétition            | Michel Trollé Claude Bourbonnais Marco Brand            | Cougar C26S        | Porsche Type-935 3.0L Turbo Flat-6 | G      | 293    |
| 19                 | C2     | 51  | Obermaier Racing               | Jürgen Lässig Pierre Yver Otto Altenbach                | Porsche 962C       | Porsche Type-935 3.2L Turbo Flat-6 | G      | 232    |
| 20                 | C2     | 32  | Team Sauber Mercedes           | Jonathan Palmer Stanley Dickens Kurt Thiim              | Mercedes-Benz C11  | Mercedes-Benz M119 5.0L Turbo V8   | G      | 223    |
| 21                 | C2     | 52  | Salamin Primagaz Team Schuppan | Eje Elgh Roland Ratzenberger Will Hoy                   | Porsche 962C       | Porsche Type-935 3.0L Turbo Flat-6 | D      | 202    |
| 22                 | C2     | 57  | Joest Porsche Racing           | Louis Krages Bernd Schneider Henri Pescarolo            | Porsche 962C       | Porsche Type-935 3.2L Turbo Flat-6 | G      | 197    |
| 23                 | C2     | 36  | TWR Suntec Jaguar              | David Leslie Mauro Martini Jeff Krosnoff                | Jaguar XJR-12      | Jaguar 7.4L V12                    | G      | 183    |
| 24                 | C1     | 39  | Graff Racing                   | Jean-Philippe Grand Michel Maisonneuve Xavier Lapeyre   | Spice SE89C        | Cosworth DFZ 3.5L V8               | G      | 163    |
| 25                 | C2     | 16  | Repsol Brun Motorsport         | Harald Huysman Robbie Stirling Bernard Santal           | Porsche 962C       | Porsche Type-935 3.2L Turbo Flat-6 | Y      | 138    |
| 26                 | C2     | 45  | Euro Racing Chamberlain        | Nick Adams Robin Donovan Richard Jones                  | Spice SE89C        | Cosworth DFZ 3.5L V8               | G      | 128    |
| 27                 | C2     | 14  | Team Salamin Primagaz          | Antoine Salamin Max Cohen-Olivar Marcel Tarrès          | Porsche 962C       | Porsche Type-935 3.2L Turbo Flat-6 | G      | 101    |
| 28                 | C2     | 21  | Konrad Motorsport              | Franz Konrad Anthony Reid Pierre-Alain Lombardi         | Porsche 962        | Porsche Type-935 3.2L Turbo Flat-6 | Y      | 98     |
| 29                 | C2     | 50  | Alméras Freres                 | Jacques Alméras Jean-Marie Alméras Pierre de Thoisy     | Porsche 962C       | Porsche Type-935 3.0L Turbo Flat-6 | G      | 86     |
| 30                 | C1     | 44  | Euro Racing Chamberlain        | John Sheldon Ferdinand de Lesseps Charles Rickett       | Spice SE89C        | Cosworth DFZ 3.5L V8               | G      | 85     |
| 31                 | C1     | 8   | Euro Racing                    | Cor Euser Charles Zwolsman senior Tim Harvey            | Spice SE90C        | Cosworth DFZ 3.5L V8               | G      | 72     |
| 32                 | C1     | 6   | Peugeot Talbot Sport           | Keke Rosberg Yannick Dalmas Pierre-Henri Raphanel       | Peugeot 905        | Peugeot SA35 3.5L V10              | M      | 68     |
| 33                 | C1     | 40  | Euro Racing                    | Lyn St. James Desiré Wilson Cathy Muller                | Spice SE90C        | Cosworth DFZ 3.5L V8               | D      | 47     |
| 34                 | C2     | 13  | Courage Compétition            | Johnny Dumfries Anders Olofsson Thomas Danielsson       | Cougar C26S        | Porsche Type-935 3.0L Turbo Flat-6 | G      | 45     |
| 35                 | C1     | 37  | Automobiles Louis Descartes    | Bernard Thuner Pascal Fabre                             | ROC 002            | Cosworth DFR 3.5L V8               | G      | 38     |
| 36                 | C1     | 5   | Peugeot Talbot Sport           | Mauro Baldi Philippe Alliot Jean-Pierre Jabouille       | Peugeot 905        | Peugeot SA35 3.5L V10              | M      | 22     |
| 37                 | C2     | 46  | Porsche Kremer Racing          | Tomas Lopez Gregor Foitek Tiff Needell                  | Porsche 962CK6     | Porsche Type-935 3.2L Turbo Flat-6 | Y      | 18     |
| 38                 | C1     | 7   | Automobiles Louis Descartes    | Philippe de Henning Luigi Taverna Patrick Gonin         | ALD C91            | Cosworth DFR 3.5L V8               | G      | 16     |
| Nicht gestartet    |        |     |                                |                                                         |                    |                                    |        |        |
| 39                 | C2     | 59  | Konrad Motorsport              | Franz Konrad Jürgen Barth                               | Porsche 962C       | Porsche Type-935 3.0L Turbo Flat-6 | G      | 1      |
| 40                 | C1     | 4   | Silk Cut Jaguar                | Teo Fabi Kenny Acheson Andy Wallace                     | Jaguar XJR-14      | Cosworth HB 3.5L V8                | G      | 2      |
| 41                 | C1     | 4   | Silk Cut Jaguar                | Derek Warwick Andy Wallace                              | Jaguar XJR-14      | Cosworth HB 3.5L V8                | G      | 3      |
| Nicht qualifiziert |        |     |                                |                                                         |                    |                                    |        |        |
| 42                 | C2     | 48  | Courage Compétition            | Chris Hodgetts Andrew Hepworth Thierry Lacerf           | Cougar C24S        | Porsche Type-935 3.0L Turbo Flat-6 | G      | 4      |
| 43                 | C1     | 2   | TeamSauber Mercedes            | Karl Wendlinger Michael Schumacher Fritz Kreutzpointner | Mercedes-Benz C291 | Mercedes-Benz M291 3.5L Flat-12    | G      | 5      |
| 44                 | C2     | 42  | Euro Racing                    | Justin Bell Shunji Kasuya                               | Spice SE88P        | Ferrari 308C 3.5L Turbo V8         | G      | 6      |
| 45                 | C2     | 54  | Team Salamin Primagaz          | Katsunori Iketani Mercedes Stermitz Val Musetti         | Porsche 962C       | Porsche Type-935 3.2L Turbo Flat-6 |        | 7      |

1 Ersatzwagen
2 Ersatzwagen
3 Ersatzwagen
4 nicht qualifiziert
5 nicht qualifiziert
6 nicht qualifiziert
7 nicht qualifiziert

### Nur in der Meldeliste
Hier finden sich Teams, Fahrer und Fahrzeuge die ursprünglich für das Rennen gemeldet waren, aber aus den unterschiedlichsten Gründen daran nicht teilnahmen.
| Pos. | Klasse | Nr. | Team            | Fahrer                                            | Chassis     | Motor                | Reifen |
| ---- | ------ | --- | --------------- | ------------------------------------------------- | ----------- | -------------------- | ------ |
| 46   | C1     | 38  | Louis Descartes | Ranieri Randaccio Stefano Sebastini Mirko Savoldi | Spice SE89C | Cosworth DFZ 3.5L V8 |        |

### Klassensieger
| Klasse    | Fahrer         | Fahrer            | Fahrer         | Fahrzeug    | Platzierung im Gesamtklassement |
| --------- | -------------- | ----------------- | -------------- | ----------- | ------------------------------- |
| Gruppe C1 | Kiyoshi Misaki | Hisashi Yokoshima | Naoki Nagasaki | Spice SE90C | Rang 12                         |
| Gruppe C2 | Johnny Herbert | Bertrand Gachot   | Volker Weidler | Mazda 787B  | Gesamtsieg                      |

### Renndaten
- Gemeldet: 46
- Gestartet: 38
- Gewertet: 12
- Rennklassen:2
- Zuschauer: 250.000
- Ehrenstarter des Rennens: Hélène Blanc, Politologin und Kriminologin
- Wetter am Rennwochenende: warm und trocken
- Streckenlänge: 13,600 km
- Fahrzeit des Siegerteams: 24:00:00.000 Stunden
- Gesamtrunden des Siegerteams: 363
- Distanz des Siegerteams: 4922,810 km
- Siegerschnitt: 205,333 km/h
- Pole Position: Jean-Louis Schlesser – Mercedes-Benz C11 (#1) – 3.31.270 = 231,741 km/h
- Schnellste Rennrunde: Michael Schumacher – Mercedes-Benz C11 (#31) – 3.35.564 = 227,125 km/h
- Rennserie: 4. Lauf zur Sportwagen-Weltmeisterschaft 1991